# Малый Телёс
Малый Телёс (в верховье Сухой Телёс) — река в России, протекает по Пермскому краю. Устье реки находится в 14 км по левому берегу реки Телёс. Длина реки составляет 28 км.

## Данные водного реестра
По данным государственного водного реестра России относится к Камскому бассейновому округу, водохозяйственный участок реки — Сылва от истока и до устья, речной подбассейн реки — Кама до Куйбышевского водохранилища (без бассейнов рек Белой и Вятки). Речной бассейн реки — Кама.
Код объекта в государственном водном реестре — 10010100812111100013279.